# Simoné du Toit
Simoné du Toit (* 27. September 1988) ist eine ehemalige südafrikanische Leichtathletin, die im Kugelstoßen sowie im Diskuswurf an den start ging. Ihren größten Erfolg feierte sie mit dem Gewinn der Silbermedaille im Kugelstoßen bei den Afrikaspielen 2007 in Algier.

## Sportliche Laufbahn
Erste internationale Erfahrungen sammelte Simoné du Toit im Jahr 2003, als sie bei den Jugendweltmeisterschaften im kanadischen Sherbrooke mit einer Weite von 14,14 m den achten Platz im Kugelstoßen belegte und im Diskuswurf mit 38,86 m in der Qualifikationsrunde ausschied. Im Jahr darauf verpasste sie bei den Juniorenweltmeisterschaften in Grosseto mit 15,16 m den Finaleinzug und 2005 siegte sie bei den Jugendweltmeisterschaften in Marrakesch mit 16,33 m im Kugelstoßen und gewann im Diskusbewerb mit 52,10 m die Silbermedaille. Im Jahr darauf belegte sie bei den Commonwealth Games in Melbourne mit 16,52 m den sechsten Platz im Kugelstoßen, ehe sie bei den Juniorenweltmeisterschaften in Peking mit 16,95 m den vierten Platz belegte und im Diskusbewerb mit 52,39 m auf Rang sechs gelangte. 2007 gewann sie bei den Afrikaspielen in Algier mit 16,77 m die Silbermedaille im Kugelstoßen hinter der Nigerianerin Vivian Chukwuemeka und belegte mit dem Diskus mit 51,12 m den fünften Platz. Anschließend wurde sie bei der Sommer-Universiade in Bangkok mit 16,80 m Vierte im Kugelstoßen. Im Jahr darauf gewann sie bei den Afrikameisterschaften in Addis Abeba mit 47,10 m die Bronzemedaille im Diskuswurf hinter ihrer Landsfrau Elizna Naudé und Kazai-Suzanne Kragbé aus der Elfenbeinküste und belegte mit der Kugel mit 15,33 m den fünften Platz. Zudem begann sie im selben Jahr ein Studium an der Southern Methodist University in den Vereinigten Staaten. 2009 belegte sie bei den Studentenweltspielen in Belgrad mit 14,75 m den neunten Platz im Kugelstoßen und verpasste mit dem Diskus mit 51,27 m den Finaleinzug. 2011 klassierte sie sich bei der Sommer-Universiade in Shenzhen mit 16,78 m und 53,97 m jeweils auf dem achten Platz in beiden Bewerben. Daraufhin schied sie bei den Weltmeisterschaften in Daegu mit 1583 m in der Qualifikationsrunde im Kugelstoßen aus und beendete dann ihre aktive sportliche Karriere im Alter von 23 Jahren.
In den Jahren 2007 und 2008 wurde du Toit südafrikanische Meisterin im Kugelstoßen.

## Persönliche Bestleistungen
- Kugelstoßen: 17,49 m, 29. Januar 2011 in Houston
- Diskuswurf: 58,81 m, 2. April 2011 in Arlington